# Torre Cervera (Torrevella)
|  | Vegeu altres significats a Torre del Moro |

La Torre Cervera, també coneguda com a Torre del Moro, és un edifici històric de la localitat de Torrevella (Baix Segura, País Valencià). Data del segle xiv i té categoria de Bé d'Interés Cultural (declarat el 1985) amb el codi 03.34.133-003.

## Descripció

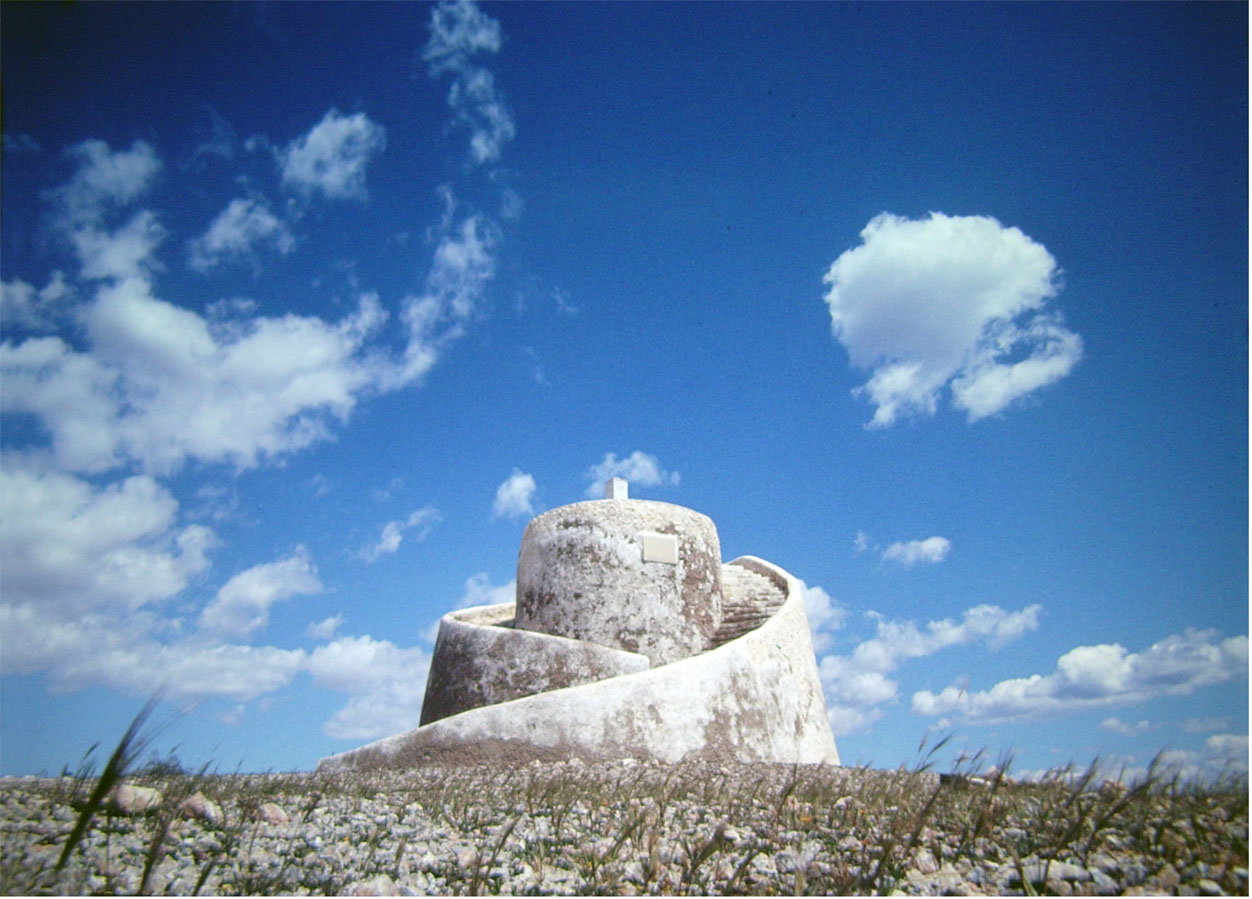
Vista de la Torre en 1980.

Es tracta d'una torre de guaita, situada al damunt d'un turó sobre el cap Cervera, a cent metres de la línia de costa. Dista a cinc quilòmetres del nucli urbà de Torrevella.
És de planta circular, amb forma troncocònica, feta de mamposteria. Ha patit diverses reparacions al llarg de la història; en la de l'any 1960 es correspon amb la construcció original, amb una escalera espiral per arribar a la part alta. Després, a la restauració de 1994, es modifiquen les restes anteriors i es construeix una torre amb merlets, on hi destaca l'escut de la ciutat de Torrevella.

## Història
La línia costanera del que hui és el terme municipal de Torrevella manté un seguit de torres vigia per protegir el comerç de la sal des de l'edat mitjana. Ja en l'any 1312 Jaume II autoritza el Consell d'Oriola a aixecar una torre de guaita al cap Cerver, un topònim que abastava tota la zona costanera, on s'ubicava el port oriolà. En 1378 es atacada per dues galeres musulmanes, tot necessitant el suport de la milícia de la capital del sud valencià. En la guerra amb Castella, disposarà d'una guarnició de sis soldats, amb dos més de reforç.
En 1407 el Consell d'Oriola nomena alcaid Pere Garcia, encarregat de fer foc quan es divisara l'enemic per avisar el castell d'Oriola. El 1415 l'alcaid és Jaume Tora, i el 1474, Joan d'Aiora.
La veïna Torre de la Mata es va reconstruir en el segle xvi per l'enginyer Joan Baptista Antonelli. Se suposa que en aquest període també es reconstrueix l'actual Torre del Moro, dins de la xarxa de torres de guaita amb les quals prevenir els pirates barbarescos.